# 240 Vanadis
A 240 Vanadis a Naprendszer kisbolygóövében található aszteroida. Alphonse Louis Nicolas Borrelly fedezte fel 1884. augusztus 27-én.